# Krzyż Wojskowy (Wielka Brytania)
Krzyż Wojskowy (ang. Military Cross, skr. „M.C.” lub „MC”) – brytyjskie odznaczenie wojskowe ustanowione 28 grudnia 1914 roku przez Jerzego V, do 1993 przyznawane oficerom wojsk lądowych, od 1993 może być przyznawane bez względu na stopień wojskowy. Military Cross nie może być przyznawany pośmiertnie, a można go otrzymać za „dzielność w czasie aktywnych operacji prowadzonych przeciw wrogowi” (gallantry during active operations against the enemy).
Kolejne nadania Krzyża oznacza się umieszczając poziomo na wstążce srebrne okucia (ang. bars).
W terminologii brytyjskiej:
- Krzyż Wojskowy nadany dwukrotnie, to Military Cross and Bar;
- Krzyż Wojskowy nadany trzykrotnie, to Military Cross and Two Bars.

Baretki dekoruje się srebrnymi rozetkami w kształcie róży heraldycznej.

## Odznaczeni
Podczas II wojny światowej odznaczono nim 62 Polaków.